# ماسورووتسی
ماسورووتسی (به صربی: Masurovci) یک منطقهٔ مسکونی در صربستان است که در Opština Babušnica واقع شده‌است. ماسورووتسی ۲۸ نفر جمعیت دارد.